# グーフィー・ムービー ホリデーは最高!!
『グーフィー・ムービー ホリデーは最高!!』（原題：A Goofy Movie）は、ディズニートゥーン・スタジオが製作し、アメリカ合衆国で1995年4月7日に公開されたアニメーション映画。日本では『グーフィーとマックス ホリデーは最高!!』の邦題で同年12月16日に公開され、VHSのリリースを機に現在の邦題となった。
アメリカで1992年に放映されたテレビアニメ『パパはグーフィー」の劇場版であり、同作の後日談となっている。
本項では、続編の『史上最強のグーフィー・ムービー Xゲームで大パニック!』についても記す。

## ストーリー
夏休み前日で学校中が浮かれる中、高校生のマックスは父のようなドジで間抜けな自分に嫌気を感じていた。それを打破すべく、終業式で校長のスピーチを割って人気歌手パワーラインに扮したパフォーマンスを披露する。ライブは盛り上がったものの最後のところで失敗してしまう。一方で彼が片想いを寄せるロクサーヌはそれを好意的に評価し、ステイシー宅で開催されるパワーラインのロサンゼルス・コンサートのライブビューイングパーティへ同行してもらえることになる。しかし、終業式の一件は校長から職場の父親・グーフィーにも伝わり、「彼は不良だ！教育し直さないと将来、死刑になるぞ」と言われ、危機を覚えた彼は、幼少の思い出の地ディスティニー・レイクへ親子2人旅に出ることを決意する。
この一件で周囲に認められたマックスは学校の人気者になり、夏休みも充実したものになると張り切るが、日頃から疎んじている父が計画している旅行が何週間にも及ぶことを知り、絶望する。パーティーに出席できないことをロクサーヌの自宅へ伝えると、パーティーには興味がないと思い、落ち込む彼女に思わず「父親がパワーラインのかつてのバンド仲間で、そのつてでパワーラインのコンサートにゲスト出演する」という大嘘をついてしまう。彼女の機嫌を取ることはできたが嘘をついたことに後悔をしてしまう。
グーフィーは過去の地図を見ながら思い出をなぞるように旅を続け、マックスを心配しつつ気丈に振る舞うが、最初に立ち寄ったネズミショーで恥をかかされてしまったことでますます溝は深まる。道中、キャンプを張っていると、ピート親子と会う。そこでマックスはピートの息子・P.J.からロクサーヌに言った話が町中に広まっていることを知る。ピートがバーベキューの準備をする傍ら、グーフィーは息子に「釣りの極意」を教えるが、ビッグフットを起こしてしまい、車中で身動きが取れなくなってしまう。その晩、2人は過去を思い出しながら和解しかけたが、グーフィーが寝付いた後、マックスは地図をこっそり書き変える――嘘を本当にすべく、目的地をロサンゼルスにしたのである。更にその翌朝、なんとか荷物を回収し、ビッグフットから抜け出した後、立ち寄ったドライブインでグーフィーは道案内を息子に任せることを決意し、いよいよ針路はロサンゼルスへと向けられる。マックスは父の思い出の地図を書き換えたことを後ろめたく思いつつ、自らの掌中に収まった旅を父と共に満喫する。
ある晩、モーテルで再びピート親子と会う。ピートは偶然マックスが地図を書き変えたことをPJに話していることを知り、スパでグーフィーに伝えるが、彼は息子を信頼し、耳を貸そうとしない。それでもピートに追い立てられたグーフィーは偶然に地図を見直して息子の所行を知ると、気を落とす。翌朝、遂にディスティニー・レイクとロサンゼルスの分かれ道が目前に迫り、グーフィーが息子に最後の道案内を請うと、マックスが案内したのは左、ロサンゼルスの方向だった。
グーフィーは息子に裏切られたことで不機嫌そうに車を止める。書き換えたことに知られたことに気づき、真相を話そうとするも聞かない父にマックスも苛立ちを見せるが、マックスが車に寄りかかると、サイドブレーキが引かれておらず、2人で車共々川へ転落してしまう。川を流れる車の屋根の上で揉める二人であったが改めてお互いの本音を話すと、ようやく完全な和解にこぎ着け、マックスも父親を誇りに思うようになる。グーフィーはそこで終業式での真相や目的地をロサンゼルスに変えた経緯を知り、不良になったのではなく、好きな子の為に頑張っていたことを知り、ロサンゼルス行きに協力する。途中、滝に落ちそうになるも「釣りの極意」で危機を乗り越え、ロサンゼルスへと向かった。
そして2人はコンサートホールに忍び込むことに成功。パワーラインと共に「釣りの極意」を使ったダンスを披露し、会場を沸かせる。その様子はステイシーの自宅でマックスの友人達にも知れ渡った。その後、ロクサーヌに事の経緯を打ち明け、自分の想いを告げるとロクサーヌは愛の告白し、嘘を吐いたことを許してくれた。デートの約束を取り付けたマックスは、彼女にドジだけど優しい父親のことを紹介する。

## 登場人物
グーフィー
写真館で働くシングルファーザー。他のディズニー作品と同様、度々間抜けな振る舞いを見せるも他人を思う優しい性格な為、好かれやすい。好きな曲のジャンルはマンボ。黄色い古い車を持っているが、地図を見ながら足でハンドルを操作するなど運転は雑で、駐車する時もサイドブレーキを引かなかったため、水没させる。
親子は仲良くすべきと考え、マックスが自分のことを遠ざけていることも気付いているが、自分が父親に愛されたように息子のマックスにも愛を注ぎ、旅の道中でもマックスを喜ばせようと努力するが、ジェネレーションギャップで息子から反発を買い続ける。しかし、親としての自分の思いを伝えることで最終的に和解し、息子の恋人にも紹介してもらえるまでになる。続編では寂しさで仕事をクビになり、就活のため、3年しか通わなかった大学に1年間入学し、彼女が出来た。Xゲームでは持ち前の運の良さでガンマズにスカウトされるも運動音痴が仇となり、知らずに彼らのイカサマに加担され、マックスとわだかまりが出来るも真相を知り、終盤ではPJの代役として参加し、マックスやダンクを救う活躍を見せ、大学で仕事を見つけた。
なお、親友のミッキーとドナルドは『ホリデーは最高！』のみゲスト出演している。
マックス
グーフィーの一人息子で、高校生。一人称は「俺」で父のことを「父さん」と呼ぶ。好きな曲のジャンルはロックで、歌手パワーラインの大ファン。学校では目立たない存在で父親譲りの間抜けさから周囲にも疎まれているが、終業式でパワーラインのパフォーマンスを披露し、更に彼のコンサートにも出演したことで周囲から人望を得る。
普段から父親を煙たがり、他人に父親を見せないようにしたり、将来自分が父親と瓜二つになってしまうことを恐れていたが、自分の成長を認める父親の思いを知り和解する。ロクサーヌに片想いをしていたが、父親も含めて自身のことを受け入れてもらい、恋人同士となった。続編では抜群の運動場神経でガンマズにスカウトされるほどの実力。ここでも過保護過ぎる父に悩まされ、ガンマズとの勝負でわだかまりが出来るが卒業を期に和解をした。
ピート
グーフィーの上司兼悪友。息子のP.J.を厳しく律し、親子関係の考え方はグーフィーと正反対である。TVシリーズとは異なり、グーフィーのことを友人と思っており、グーフィーとマックスが旅行をしているのと同じ時にハイテク機器を満載した大型キャンピングカーで旅行し、道中でも度々グーフィーと会う。
自らの子育ての方針をグーフィーに押し付け、「友達のようでいてはダメだ」と咎めるなどしており、マックスとP.J.の会話を盗み聞きしてマックスが地図を書き変えた事を知った時は、グーフィーに現実を見るよう促した。続編では出番が少なく、子育てから解放されたと喜んでおり、大学でマックスとわだかまりができて落ち込むグーフィーを彼なりに励ました。
P.J.
ピートの息子。小さい頃からのマックスの親友で、終業式のマックスのパフォーマンスの手伝いをする。父とは正反対で気弱で温厚な性格。パワーラインのファンでマックスの嘘を唯一知っている人物でパワーラインのコンサートに乱入したマックス達に喜んだ。父親には全く頭が上がらない様子を見せ、グーフィーの過保護に悩むマックスに対し、羨ましがっていた。続編では成長した為か声優が変更され、大学で彼女が出来た。Xゲームの決勝戦ではブラッドリーがローラースケートを細工をしたことで空の彼方に飛ばされてしまう。
ボビー
グーフィー・ムービーシリーズに登場するマックスとP.J.の同級生で、終業式ではマックスのために映像機器を用意する。軽くお調子者で、校長室に呼ばれた時も気丈に振る舞っている。チェダーチーズスプレーが大好物。続編でも登場し、ムードメーカー的な存在として活躍し、ガンマズのイカサマによって自信喪失になったマックスを一喝して救った。
ロクサーヌ
マックスが片想いを寄せる同級生。マックスを常にポジティブに評価し、ステイシーの自宅で開かれるパーティーにマックスを誘うなどしている。最後は自らマックスに告白し、カップルとなる。続編では登場しないが『ハウス・オブ・マウス』の「デートが台無し」でマックスの恋人として登場し、ミッキー達と共演する。
ステイシー
マックスたちが通う高校の生徒会長で、ロクサーヌの友人。ロクサーヌがマックスに好意を抱いていることを知っている唯一の人物で彼女が躊躇する中、マックスをパーティーに誘うよう促したり、他の女子がマックスに惚れそうになった際、阻止するなど友人想いな人物。パーティーではボビーに良い雰囲気になる場面がある。
ブラッドリー
マックス達が入学した大学でXゲームを毎年優勝するガンマズのリーダー。表向きは絶対的な実力を持ち主だが実は続編でのディズニー・ヴィランズで初出場から手下達を使い、イカサマをしており、勝つ為ならあらゆる場所や道具に細工をして妨害する卑怯な性格。決勝戦ではPJを吹き飛ばし、マックス達にメンバー不足による不戦敗という屈辱的な敗北を与えようとするがチームから抜けたグーフィーがチーム入ったことで失敗に終わり、終盤、自分がゴールしたい為に仲間であるダンクをマックス共々細工したスケートボードで吹き飛ばして見捨てるも最後は逆転され、さらにダンクに裏切った怒りを買ったことで空の彼方に飛ばされた。

## キャスト
カッコ内は日本語吹替。表記なしは原音使用。
- グーフィー：ビル・ファーマー（島香裕）
- マックス：ジェイソン・マースデン、アーロン・ロア（歌）（山口勝平、歌：渕上祥人）
- P.J.：ロブ・ポールセン（高乃麗）
- ピート：ジム・カミングス（大平透）
- ロクサーヌ：ケリー・マーティン（麻生かほ里）
- ボビー：ポーリー・ショア（塩屋翼）
- メイザー校長：ウォーレス・ショーン（大木民夫）
- ビッグフット：フランク・ウェルカー
- ステイシー：ジェナ・ヴォン・オイ（荒木香恵）
- リサ：ジュリー・ブラウン（松井菜桜子）
- レスター：ケヴィン・リマ（沢りつお）
- モルデガイ：（大塚明夫）
- ミッキーマウス：ウェイン・オルウィン（青柳隆志）
- その他日本語吹替
  - 雪乃五月、森利也、肥後誠、加瀬康之、かないみか、鈴木れい子、秋元千賀子、大川透、大滝進矢

挿入歌
- 「明日から夏休み」（歌：渕上祥人 - コーラス：ミュージック・クリエイション）
- 「涙のドライブ」（歌：島香裕、渕上祥人、青柳隆志 - コーラス：ミュージック・クリエイション）
- 「やっぱり親子」（歌：島香裕、渕上祥人）

日本語版制作
- 翻訳・訳詞 - 高間俊子
- 演出 - 岡本知
- 音楽演出 - 深澤茂行
- 録音・調整 - 飯塚秀保、井上秀司
- 録音製作 - グロービジョン、東京テレビセンター
- 日本語版製作指揮 - Disney Character Voices International, Inc.

## ビデオソフト
日本では1996年10月4日にVHSが発売され、このタイミングで改題を行った。

## 史上最強のグーフィー・ムービー Xゲームで大パニック!
『史上最強のグーフィー・ムービー Xゲームで大パニック!』（原題：An Extremely Goofy Movie）は、テレビアニメ『パパはグーフィー』のOVA作品。『グーフィー・ムービー ホリデーは最高!!』の後日談となっている。
アメリカ合衆国では2000年2月29日、日本では同年5月19日に発売された。

### ストーリー（OVA）
最愛の息子、マックスが大学生となり、親友のPJやボビーとともに大学のキャンパスへと行ってしまった。マックスがいなくなったショックで集中力を失い、職場の機械を壊した為、グーフィーは仕事を解雇された。しかし、高卒だったため、就職先が見つからなかった。職場案内所の人に一年間、大学に行きなおすよう勧められ、マックスのいる大学で勉強することになる。やっと子煩悩な父から離れられると喜んでいたマックスであったが大学生となったグーフィーと再び一緒にいる羽目になったマックスは頭を悩ませていたが上手く口車に乗せ、グーフィーは図書館のシルビアと仲良くなったり、ディスコを楽しんだりと1970年代気分もそのまま大学生活を楽しみ、Xゲームの優勝チームでブラッドリーが率いる『ガンマズ』に入団させるも実は『ガンマズ』は初出場からずっとイカサマをして優勝したチームでそのことを知らないグーフィーとマックス達は彼らの策略により、わだかまりができてしまい、意気消沈していたグーフィーは一度、帰宅に戻り、悪友のピートとの会話でやる気を取り戻し、マックスと和解する為にシルビアとの協力もあり、勉強を最優先し、オールAを取ることができ、『ガンマズ』もやめるもその際、彼らの卑怯な策略を知ったグーフィーはそのことをマックスに知らせようとするが彼は全く聞こうともせず、決勝トーナメントに挑む。彼らの卑怯な手段にも屈することなく決勝戦に勝ち進んだマックスとPJとボビーの三人であったが試合開始前に『ガンマズ』のリーダー、ブラッドリー・アッパー・クラスト3世によってPJが飛ばされてしまう。その現場を目撃したマックスであったが審判に信じて貰えず、さらにメンバー不足によって不戦敗の危機に落ちいてしまう。マックスは意地を捨て、グーフィーに助けを求め、時間ギリギリで間に合い、三人目のメンバーとしてグーフィーも加わった。決勝戦でも『ガンマズ』の卑怯な手に苦戦する三人。途中、自転車を細工されたボビーが脱落し、グーフィーも最後のスケートボードで転落し、ブラッドリーに激突する。ブラッドリーはマックスと接戦するダンクに妨害を命令するが無視されたことに憤り、再び妨害をしようとし、それに気づいたグーフィーはそれを阻止しようとするも手遅れでマックスとダンクはバルーンに激突してしまう。グーフィーも二人を救いに中に入っていき、ブラッドリーはその隙にゴールへと向かう。
マックスは敵であるダンクを見捨てることが出来ず、合流したグーフィーと共に彼を救い、優勝を確信するブラッドリーをゴール寸前で追い抜き、大逆転勝利をした。ブラッドリーはダンクに見捨てた怒りを買ったことで空の彼方に飛ばされ、Xゲームは幕を閉じた。
それから一年間の大学生活を終えたグーフィーはマックスから卒業祝いにXゲームのトロフィーを貰い、親子の絆を深め、さらに大学で仕事を見つけ、またそばに居られると喜び、シルビアとドライブにいたグーフィーにマックスは苦笑いをしたのであった。

### キャスト（OVA）
カッコ内は日本語吹替。
- グーフィー：ビル・ファーマー（島香裕）
- マックス：ジェイソン・マースデン（山口勝平）
- ピート：ジム・カミングス（大平透）
- P.J.：ロブ・ポールセン（亀山助清)
- ロバート・ボビー・ジメルスキー：ポーリー・ショア（塩屋翼）
- ブラッドリー・アッパー・クラスト3世：ジェフ・ベネット（堀内賢雄）
- タンク：ブラッド・ギャレット（玄田哲章）
- シルビア・マーポル：ビビ・ニューワース（高島雅羅）
- ベレー帽の少女：ヴィッキー・ルイス（冨永みーな）